# Vadu, Constanța
Vadu este un sat în comuna Corbu din județul Constanța, Dobrogea, România. Se află în partea de nord-est a județului, în apropierea litoralului și a sistemului lagunar Razim-Sinoe. În trecut s-a numit Caraharman (în turcă Karaharman). La recensământul din 2002 avea o populație de 704 locuitori.